# Rhamnus pumila
Rhamnus pumila är en brakvedsväxtart. Rhamnus pumila ingår i släktet getaplar, och familjen brakvedsväxter.

## Underarter
Arten delas in i följande underarter:
- R. p. legionensis
- R. p. pumila

## Bildgalleri

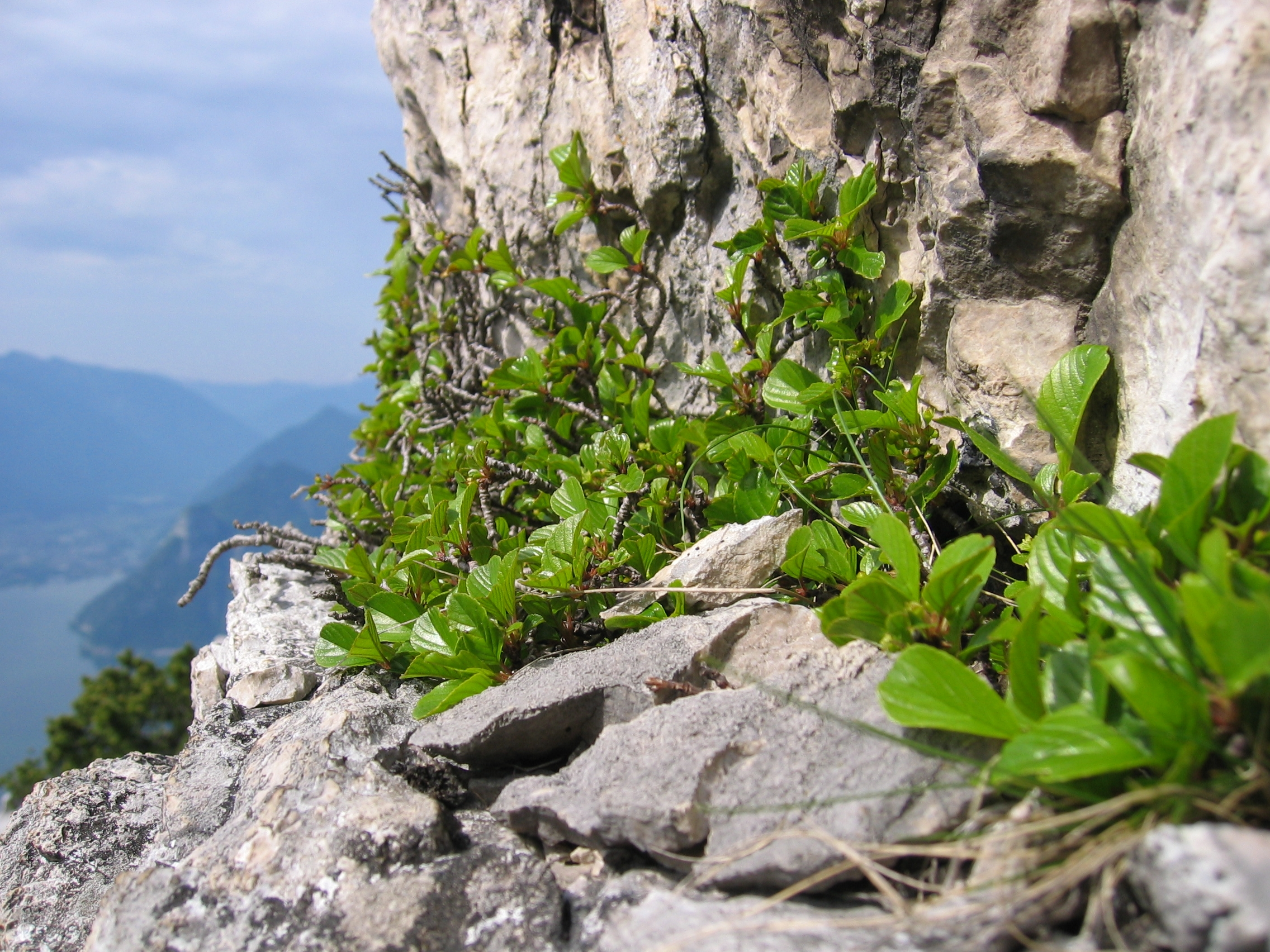
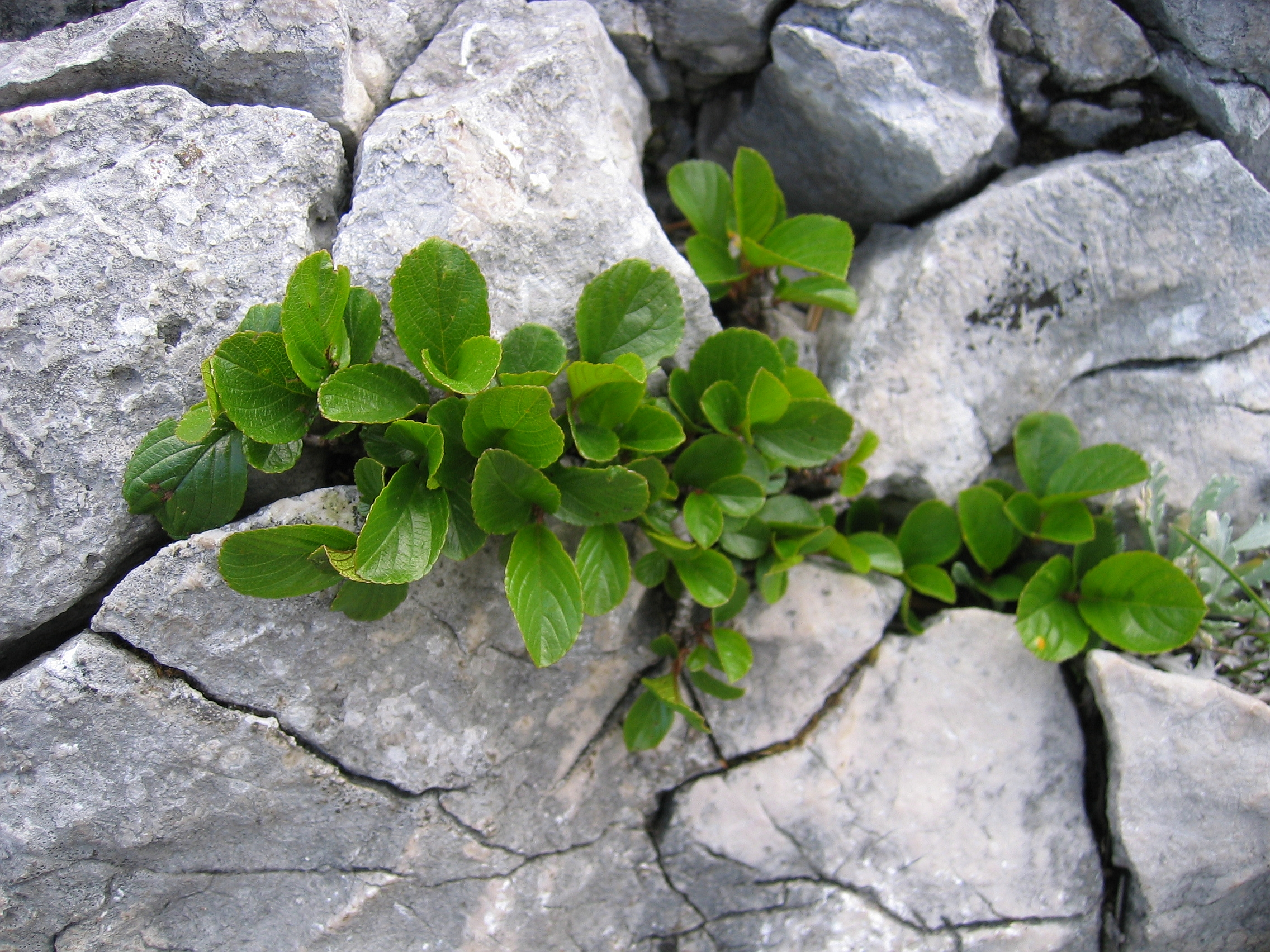
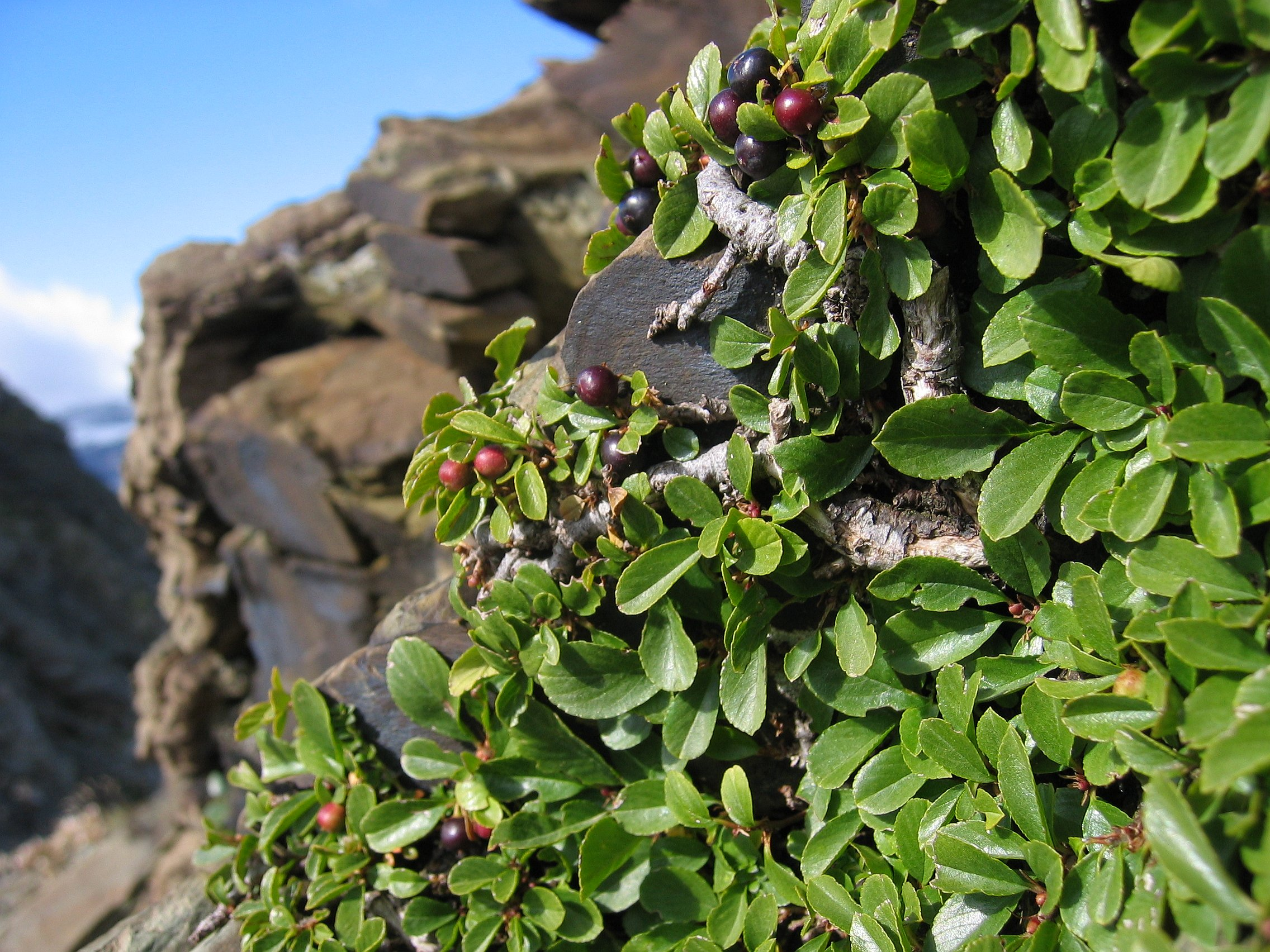
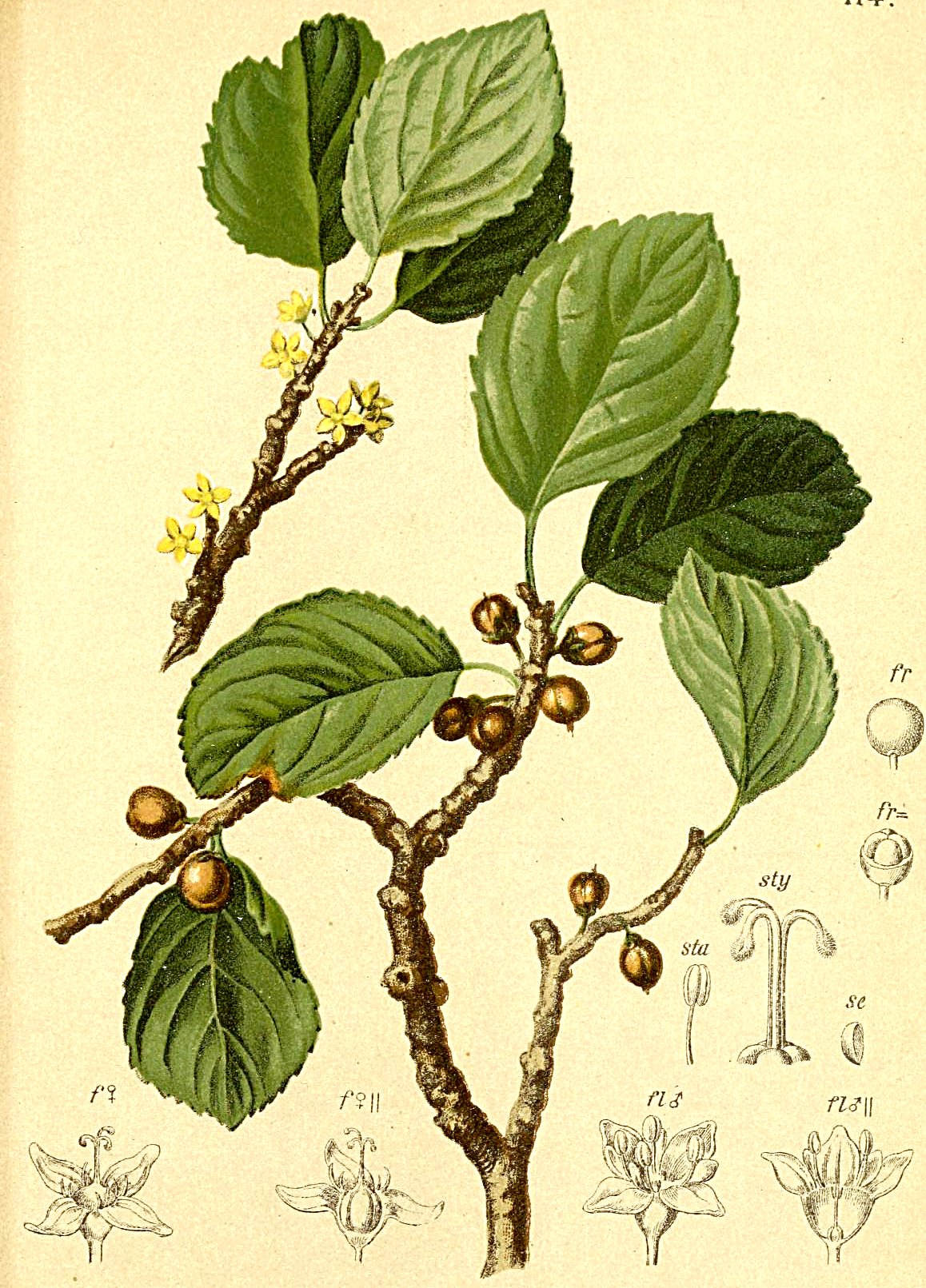
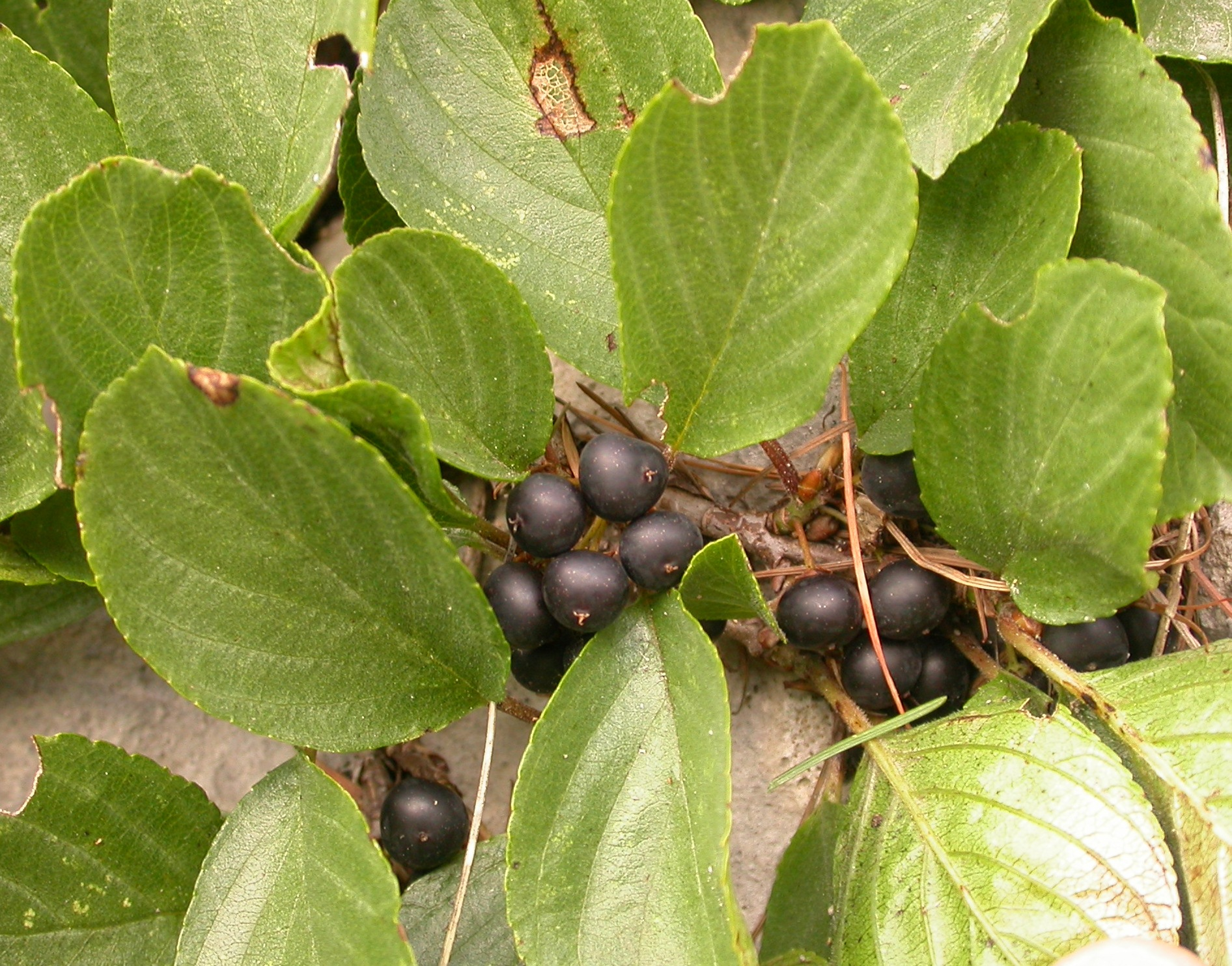
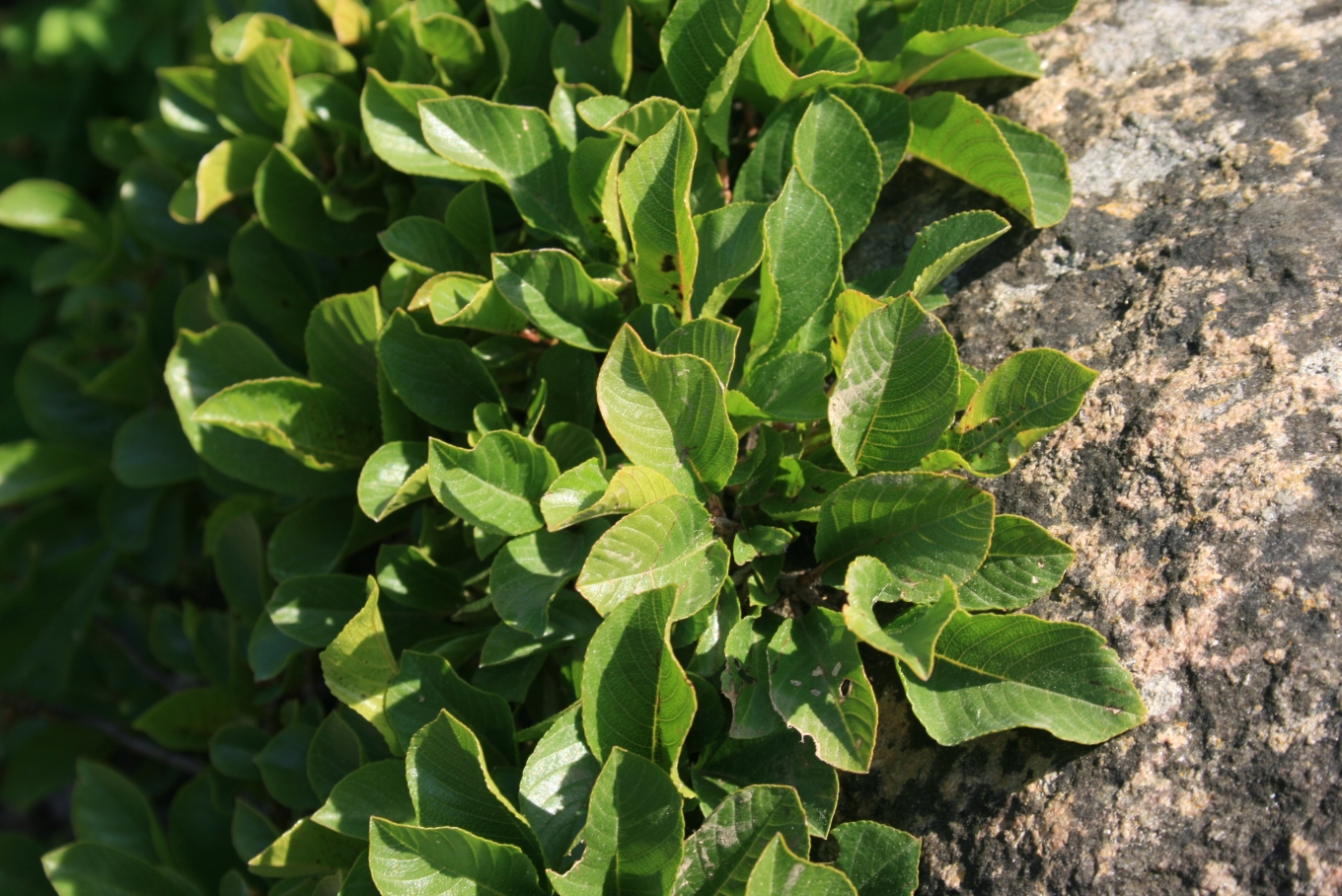